# Charles Coulston Gillispie
Charles Coulston Gillispie (6 de agosto de 1918-6 de octubre de 2015) fue un historiador de la ciencia estadounidense y profesor emérito en la Universidad de Princeton. 

## Biografía
Creció en Bethlehem, Pensilvania y estudió en la Universidad Wesleyana, graduándose en 1940. Recibió su doctorado en la Universidad de Harvard en 1949. 
Gillispie se incorporó al departamento de historia de Princeton y creó el programa de historia de la ciencia en los años sesenta. Dirigió el consejo editorial del Dictionary of Scientific Biography, labor por la que recibió la Medalla Dartmouth en 1981. También recibió la Medalla George Sarton en 1984 y el Premio Balzan en 1997.

## Obras
- Genesis and geology: a study in the relations of scientific thought, natural theology, and social opinion in Britain, 1790-1850, 1951[4][5]
- The edge of objectivity: an essay in the history of scientific ideas, 1960[6][7]
- Lazare Carnot savant, 1971[8]
- Science and polity in France at the end of the old regime, 1980. Winner of the Pfizer Award.[9]
- Science and Polity in France: The Revolutionary and Napoleonic Years. (2004)[10][11]
- The Montgolfier brothers and the invention of aviation, 1783-1784, 1983[12][13]
- Pierre-Simon Laplace, 1749-1827: a life in exact science, 1997
- Essays and reviews in history and history of science, 2006[14]